# 横竹翔
横竹 翔（よこたけ つばさ、1989年8月30日 - ）は、日本の元プロサッカー選手、サッカー指導者。広島県広島市東区出身。広島県立吉田高等学校卒業。

## 来歴
平繁龍一以来2人目となる、サンフレッチェ広島ジュニア、ジュニアユース、ユースを経てトップチームに昇格した生え抜きプレーヤー。小学生チームのコーチを務める父の影響もあり、子どものころからサッカー一筋。小学1年生のころにサンフレッチェ府中サッカースクールに参加したのが縁。
ジュニア時代から平繁と2トップを組み活躍。2000年にはDF・GK登録で全日本少年サッカー大会出場。全日本少年フットサル大会には2年連続で出場し2000年準優勝に貢献、2001年には大会優秀選手に選ばれる。ジュニアユース時代にはFWとして2003年ナイキプレミアカップジャパン優勝に貢献、マンチェスター・ユナイテッド・プレミアカップに出場している。2004年、中学3年時から既にユースに合流し、全広島サッカー選手権大会決勝では中学生ながら大学生相手にゴールを決め、同年Jユースカップにも出場している。
2005年、正式にユースに昇格。1年次からFWとしてレギュラーを掴み同年JFAプリンスリーグU-18中国で得点王になるも、怪我人が続出したためCBにコンバートされると槙野智章とのCBコンビで同年の高円宮杯ベスト4に貢献。2年次にはFWとして高円宮杯得点王、同年にはMFとしてJユースカップ優勝に貢献。3年次にはMFとしてエースとしてチームを牽引、高円宮杯準優勝に貢献した。
2008年、トップ昇格。2年目の2009年、春のキャンプで評価を上げ、同年4月4日対ガンバ大阪戦で公式戦デビューを飾る。以降、CBおよびボランチとして出場機会を増やした。
2012年2月7日、春のキャンプ中に動悸と息切れを起こしたことから精密検査を行い、不整脈（心房細動）が発見された。同年2月13日にカテーテル手術を受け、翌14日に退院し、同月18日から医師の了解のもとチームに帯同しリハビリを開始した。同年3月15日、全体練習に復帰し、同月18日練習試合に出場している。同年6月6日に公式戦出場を果たした。以降リーグ戦ではベンチ入りはしていたものの試合出場が叶わなかった。
2013年、MF・DFができる器用さを評価されガイナーレ鳥取へ期限付き移籍した。序盤はキャプテンに任命され中心選手として活躍するも、小村徳男の監督解任および前田浩二の監督就任以降、チーム混迷とともにキャプテンを剥奪される。同年末、広島側からの契約満了に伴い鳥取へ完全移籍した。2014年はリーグ戦10試合出場に終わり同年シーズン終了後、契約満了により鳥取を退団。
2015年、アイゴッソ高知へ移籍。その後2016年に高知UトラスターFCとの合併で設立された高知ユナイテッドSCに在籍。

2016年から高知ユナイテッドでキャプテンを務め、翌2017年には背番号を10に変更。2023年まで背番号10とキャプテンを務めていたが、2024シーズンは背番号10を佐々木敦河、キャプテンを小林大智に譲り、自身は背番号22を背負った。
高知ユナイテッドSCのJリーグ入会を実現させて、2024年12月29日に現役引退を発表した。
2025年、徳島ヴォルティスユースのコーチに就任。

## 人物
2024年時点で唯一の高知ユナイテッドSC設立当初からの所属選手であり、『KICK OFF! KOCHI』では「ミスター高知ユナイテッド」と呼ばれている。

## 個人成績
| 国内大会個人成績 | 国内大会個人成績 | 国内大会個人成績 | 国内大会個人成績 | 国内大会個人成績 | 国内大会個人成績 | 国内大会個人成績 | 国内大会個人成績 | 国内大会個人成績 | 国内大会個人成績 | 国内大会個人成績 | 国内大会個人成績 |
| 年度             | クラブ           | 背番号           | リーグ           | リーグ戦         | リーグ戦         | リーグ杯         | リーグ杯         | オープン杯       | オープン杯       | 期間通算         | 期間通算         |
| 年度             | クラブ           | 背番号           | リーグ           | 出場             | 得点             | 出場             | 得点             | 出場             | 得点             | 出場             | 得点             |
| 日本             | 日本             | 日本             | 日本             | リーグ戦         | リーグ戦         | リーグ杯         | リーグ杯         | 天皇杯           | 天皇杯           | 期間通算         | 期間通算         |
| ---------------- | ---------------- | ---------------- | ---------------- | ---------------- | ---------------- | ---------------- | ---------------- | ---------------- | ---------------- | ---------------- | ---------------- |
| 2008             | 広島             | 22               | J2               | 0                | 0                | -                | -                | 0                | 0                | 0                | 0                |
| 2009             | 広島             | 22               | J1               | 16               | 0                | 4                | 1                | 1                | 0                | 21               | 1                |
| 2010             | 広島             | 22               | J1               | 27               | 0                | 4                | 0                | 2                | 1                | 33               | 1                |
| 2011             | 広島             | 22               | J1               | 12               | 0                | 2                | 0                | 2                | 1                | 16               | 1                |
| 2012             | 広島             | 22               | J1               | 0                | 0                | 2                | 0                | 0                | 0                | 2                | 0                |
| 2013             | 鳥取             | 7                | J2               | 32               | 1                | -                | -                | 1                | 0                | 33               | 1                |
| 2014             | 鳥取             | 7                | J3               | 10               | 0                | -                | -                | 0                | 0                | 10               | 0                |
| 2015             | I高知            | 18               | 四国             | 12               | 3                | -                | -                | -                | -                | 12               | 3                |
| 2016             | 高知U            | 18               | 四国             | 8                | 3                | -                | -                | 1                | 0                | 9                | 3                |
| 2017             | 高知U            | 10               | 四国             | 14               | 4                | -                | -                | 1                | 1                | 15               | 5                |
| 2018             | 高知U            | 10               | 四国             | 13               | 8                | -                | -                | 2                | 0                | 15               | 8                |
| 2019             | 高知U            | 10               | 四国             | 14               | 4                | -                | -                | 2                | 0                | 16               | 4                |
| 2020             | 高知U            | 10               | JFL              | 15               | 1                | -                | -                | 3                | 0                | 18               | 1                |
| 2021             | 高知U            | 10               | JFL              | 26               | 0                | -                | -                | 2                | 0                | 28               | 0                |
| 2022             | 高知U            | 10               | JFL              | 24               | 1                | -                | -                | 2                | 0                | 26               | 1                |
| 2023             | 高知U            | 10               | JFL              | 11               | 1                | -                | -                | 4                | 0                | 15               | 1                |
| 2024             | 高知U            | 22               | JFL              | 24               | 0                | -                | -                | 2                | 0                | 26               | 0                |
| 通算             | 日本             | 日本             | J1               | 55               | 0                | 12               | 1                | 5                | 2                | 72               | 3                |
| 通算             | 日本             | 日本             | J2               | 32               | 1                | -                | -                | 1                | 0                | 33               | 1                |
| 通算             | 日本             | 日本             | J3               | 10               | 0                | -                | -                | 0                | 0                | 10               | 0                |
| 通算             | 日本             | 日本             | JFL              | 100              | 3                | -                | -                | 13               | 0                | 113              | 3                |
| 通算             | 日本             | 日本             | 四国             | 61               | 22               | -                | -                | 6                | 1                | 67               | 23               |
| 総通算           | 総通算           | 総通算           | 総通算           | 258              | 26               | 12               | 1                | 21               | 3                | 295              | 30               |

| 国際大会個人成績 | 国際大会個人成績 | 国際大会個人成績 | 国際大会個人成績 | 国際大会個人成績 | FIFA      | FIFA      |
| 年度             | クラブ           | 背番号           | 出場             | 得点             | 出場      | 得点      |
| AFC              | AFC              | AFC              | ACL              | ACL              | クラブW杯 | クラブW杯 |
| ---------------- | ---------------- | ---------------- | ---------------- | ---------------- | --------- | --------- |
| 2010             | 広島             | 22               | 5                | 0                | -         | -         |
| 2012             | 広島             | 22               | -                | -                | 0         | 0         |
| 通算             | AFC              | AFC              | 5                | 0                | 0         | 0         |

## 出場歴・タイトル

### 個人
- JFAプリンスリーグU-18中国得点王（2005年）
- 高円宮杯全日本ユース選手権得点王(2006年)

### クラブチーム
アンダーカテゴリー
- 全日本少年フットサル大会（2000年準優勝）
- メニコンカップ日本クラブユースサッカー東西対抗戦U-15(2003年・西軍)
  - ※クラブユース選手権優秀選手より選抜
- ナイキプレミアカップジャパン（2002年準優勝、2003年優勝）
- マンチェスター・ユナイテッド・プレミアカップ出場（2003年）
- 日本クラブユース選手権U-15（2003年3位）
- Jユースカップ（2006年優勝）
- 日本クラブユース選手権U-18（2005年3位、2007年3位）
- 高円宮杯全日本ユース選手権（2005年3位、2007年準優勝）

トップチーム
- 初ベンチ入り：2009年4月4日J1第4節 対ガンバ大阪戦（万博記念競技場）
- 公式戦初出場：2009年4月4日J1第4節 対ガンバ大阪戦（万博記念競技場）
  - 89分、森脇良太に代わり途中出場
- 公式戦初得点：2009年5月30日ヤマザキナビスコカップ　第4節 対大宮アルディージャ戦（広島ビッグアーチ）
  - 68分、中島浩司に代わり途中出場、89分ゴール
- Jリーグ初得点：2013年11月17日J2第41節 対ギラヴァンツ北九州戦（北九州市立本城陸上競技場）
  - 71分ゴール

### 代表歴
- U-16日本代表（2005年）
- U-18日本代表（2007年）
- U-21日本代表（2010年）